# Schwefeltrioxid-Dimethylformamid
Schwefeltrioxid-Dimethylformamid ist ein Elektronen-Donor-Akzeptor-Komplex des Schwefeltrioxids mit Dimethylformamid.

## Herstellung
Der Komplex kann durch Umsetzung von flüssigem oder gasförmigem Schwefeltrioxid mit überschüssigem Dimethylformamid hergestellt werden.

## Eigenschaften und Reaktionen
Schwefeltrioxid-Komplexe sind in der Handhabung einfacher als freies Schwefeltrioxid und sind deutlich mildere Reagenzien. Die Reaktivität hängt von der komplexierenden Komponente ab, je basischer diese ist, desto stabiler und desto weniger reaktiv ist im Allgemeinen der Komplex. Da Dimethylformamid eine schwache Base ist, ist der Komplex vergleichsweise reaktiv und nur als Lösung bei niedrigen Temperaturen stabil. Allerdings ist der Komplex in dem bei der Herstellung verwendeten Dimethylformamid löslich, sodass diese Lösung direkt zur Durchführung von Reaktionen verwendet werden kann. Es eignet sich zur Herstellung von Sulfamaten aus Aminen und von Schwefelsäureestern aus Alkoholen. Beispielsweise kann es SO3-Gruppen an den Hydroxy- und Aminogruppen von Chitosan einführen. Schwefeltrioxid-Dimethylformamid kann verwendet werden, um Tyrosin-Einheiten in Peptiden zu sulfatieren. Der Komplex ermöglicht hierbei mildere Bedingungen als Schwefeltrioxid-Pyridin. Auch eignet es sich zur Sulfatierung von Aminosäuren wie Serin oder Threonin, bevor diese in der Synthese von Peptiden und Proteinen eingesetzt werden.